# Santiago de Angulo Ortiz de Traspeña
Santiago de Angulo Ortiz de Traspeña (Madrid, 30 de diciembre de 1823-Madrid, 25 de enero de 1900) fue un hacendista y político español.

## Biografía
Nació en 1823 en Madrid. Hijo de un concejal y diputado cántabro, estudió Arquitectura llegando a ser arquitecto de Palacio. Adscrito pronto al Partido Progresista y, después, al Constitucional, tras la proclamación de la Gloriosa accede a un escaño por Madrid. Ya en el reinado de Amadeo I es designado, el 5 de octubre de 1871, ministro de Hacienda, cesando el 20 de febrero del año siguiente. Durante su mandato consigue pagar con rapidez el cupón de la Deuda y liquida el Banco de París además de aprobar la Ley Orgánica del Tribunal de Cuentas del Reino. Tras la restauración borbónica en España accede de nuevo al Congreso de los Diputados en varias legislaturas y en 1883 accede al Senado, siendo senador vitalicio por la provincia de Cáceres. Alcalde de Madrid en 1894.
Esposa: Carmen Olite Bruno (Luceni, Zaragoza)